# Alta Ungheria

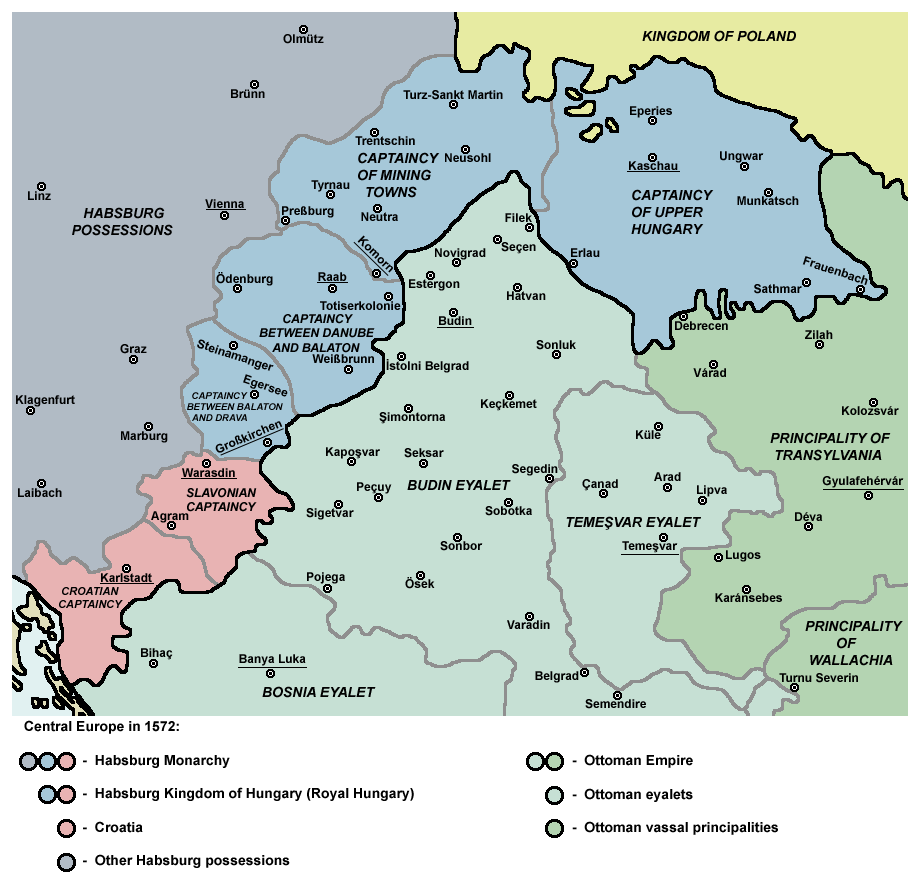

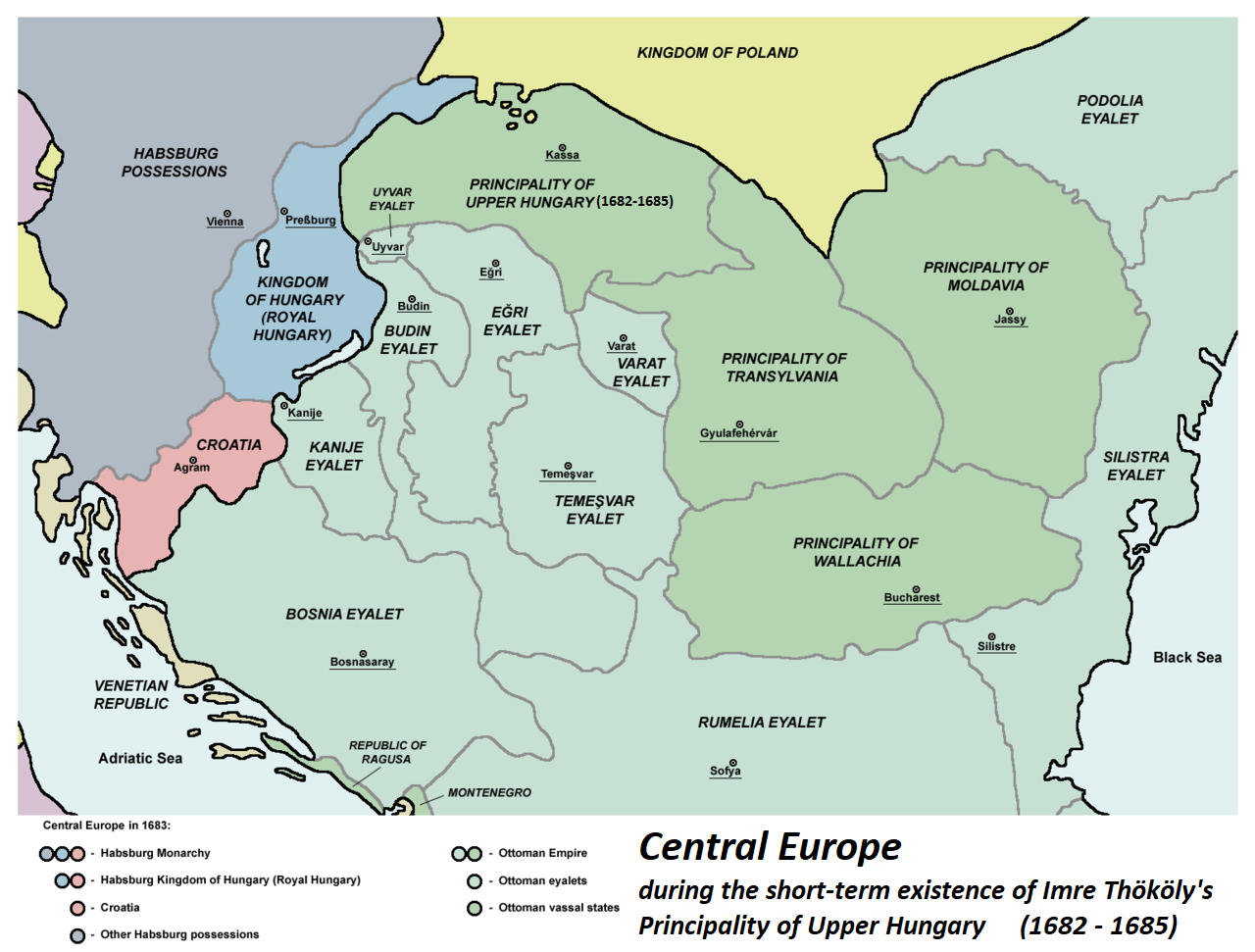

L'Alta Ungheria (in ungherese Felvidék, letteralmente "regione di sopra") è il nome storico con cui veniva chiamata la parte settentrionale del Regno d'Ungheria, oggi per lo più nell'attuale Slovacchia. 
Il territorio dell'Alta Ungheria è sempre stato abitato da varie popolazioni di lingua, cultura e religione diversa: Slovacchi, Ungheresi, Tedeschi, Ruteni, Ebrei, Rom, spesso chiamati dai locali signori per dedicarsi a particolari attività economiche.
Ricca di miniere, boschi e altre risorse, l'Alta Ungheria fu sempre una delle parti più ricche del regno d'Ungheria.
Nel XVI - XVII secolo, durante l'occupazione turca della parte pianeggiante del paese, gran parte della nobiltà ungherese si trasferì (con la servitù, gli archivi e le ricchezze di famiglia) nell'Alta Ungheria, dove sorsero nuovi castelli e ville.
Durante l'occupazione turca dell'Ungheria, Presburgo (Bratislava) era capitale dell'Ungheria e Nagyszombat (Trnava) sede dell'arcivescovo di Strigonio e primate d'Ungheria, perché queste città erano rimaste fuori dal dominio turco.